# Резуха шершавая
Резуха шершавая (лат. Arabis hirsuta) — вид травянистых растений рода Резуха (Arabis) семейства Капустные (Brassicaceae), произрастающий в степях, на сухих холмах, нагреваемых склонах и скалах, редко в сосновых борах, на сухих местах лугов Северного полушария.

## Ботаническое описание
Однолетние травянистые растения. Стебель вместе с листьями шершавый от ветвистых волосков; в нижней части смешанных с простыми оттопыренными жёсткими волосками. Стебель 30—90 см высотой. Листья мелкозубчатые, прикорневые продолговатые, суженные в черешок; стеблевые сидячие, косо вверх стоящие, с сердцевидным основанием, с оттопыренными тупыми ушками.
Чашелистики 2,5—3,5 мм длиной. Лепестки белые, 5—6 мм длиной. Цветоножки при плодах 3,6—9 см длиной. Стручки 2—6 см длиной, прямые, линейные, сплюснутые; створки с продольными жилками, с выдающейся срединной жилкой, с очень коротким столбиком (0,5—0,75 мм). Семя коричневое, мелко-точечное, продолговатое, узко-крылатое, вместе с крылом 1—1,5 мм длиной, 0,75 мм шириной. Цветение в апреле—августе, плодоношение в мае—сентябре. 2n = 32.

## Синонимы
- Arabis brownii Jord.
- Arabis conferta Willd. ex Rchb.
- Arabis contracta Spenn.
- Arabis curtisiliqua DC.
- Arabis glastifolia Rchb.
- Arabis gracilescens Jord.
- Arabis hibernica Wilmott
- Arabis incana Roth
- Arabis marschalliana Steud.
- Arabis montana Lam.
- Arabis nemoralis Steud.
- Arabis platystigma (Beck) Beck
- Arabis reichenbachii Syme
- Arabis retziana Beurl. ex Nyman
- Arabis wahlenbergii Jord.
- Crucifera contracta E.H.L.Krause
- Erysimum hirsutum (L.) Kuntze
- Erysimum hirsutum Crantz
- Erysimum hirtum Crantz
- Turrita hirsuta Bubani
- Turritis accedens Fourr.
- Turritis ciliata Schleich. ex Willd.
- Turritis collisparsa Fourr.
- Turritis curtisiliqua Fr. ex DC.
- Turritis gerardiana Ramond ex DC.
- Turritis gerardii C.Presl ex Nyman
- Turritis hirsuta L.basionym
- Turritis hirtella Fourr.
- Turritis idanensis Fourr.
- Turritis multiflora Lapeyr.
- Turritis praecox Sm.
- Turritis raji J.Presl & C.Presl
- Turritis stenopetala Willd.